# Astridia
Astridia is een geslacht uit de ijskruidfamilie (Aizoaceae). De soorten komen voor in Zuid-Afrika.

## Soorten
- Astridia alba (L.Bolus) L.Bolus
- Astridia citrina (L.Bolus) L.Bolus
- Astridia dinteri L.Bolus
- Astridia dulcis L.Bolus
- Astridia hallii L.Bolus
- Astridia herrei L.Bolus
- Astridia hillii L.Bolus
- Astridia longifolia (L.Bolus) L.Bolus
- Astridia lutata (L.Bolus) H.Friedrich ex H.E.K.Hartmann
- Astridia rubra (L.Bolus) L.Bolus
- Astridia speciosa L.Bolus
- Astridia vanheerdei L.Bolus
- Astridia velutina Dinter

... · 
Antimima · 
Argyroderma · 
Carpobrotus · 
Disphyma · 
Dorotheanthus · 
Gibbaeum · 
Lapidaria · 
Lithops · 
Mesembryanthemum · 
Sceletium · 
Tetragonia · 
...